# Bellegarde-Marsal
Bellegarde-Marsal község Franciaország Okcitánia régiójában, Tarn megyében. Új községként 2016. január 1-jén jött létre két korábbi község: Bellegarde és Marsal egyesítésével. Lakosainak száma 695 fő (2022. január 1.).

## Népesség
| Lakosok száma | 712  | 705  | 703  | 700  | 701  | 695  |
|               | 2017 | 2018 | 2019 | 2020 | 2021 | 2022 |